# 第6師団 (イギリス軍)
第6師団（だい6しだん、英語: 6th (United Kingdom) Division）は、イギリス陸軍の師団のひとつ。野戦軍隷下にあり、ウィルトシャーアップエイヴォンのトレンチャード宿営地に司令部を置く。

## 編制
2021年に発表された「フューチャーソルジャー」に基づく再編後の編制は以下のとおりとなる。
- 第77旅団（英語版）（バークシャー・ハーミテージ（英語版）：デニソン兵営（英語版））
  - 幕僚隊（サリー・ピルブライト（英語版）：ピルブライト・キャンプ（英語版））
  - 情報展開活動（サリー・ピルブライト：ピルブライト・キャンプ）
  - 遠距離情報活動（サリー・ピルブライト：ピルブライト・キャンプ）
  - 第6軍事情報大隊（サリー・ピルブライト：ピルブライト・キャンプ）
  - 名誉砲兵中隊（英語版）（グレーター・ロンドン・ロンドン）
- 陸軍特殊作戦旅団（英語版）（ハンプシャー・オールダーショット：オールダーショット駐屯地（英語版））
  - レンジャー連隊第1大隊（北アイルランド・ホーリーウッド（英語版）：パラス兵営（英語版））
  - レンジャー連隊第2大隊（サリー・マイチェット（英語版））
  - レンジャー連隊第3大隊（サリー・ピルブライト：ピルブライト・キャンプ）
  - レンジャー連隊第4大隊（ハンプシャー・オールダーショット：オールダーショット駐屯地）
  - 王立通信隊第255通信中隊（ウィルトシャー・パーハム・ダウン（英語版））